# Robert Brom
Robert Henry Brom (ur. 18 września 1938 w Arcadia, Wisconsin, zm. 9 maja 2022 w San Diego) – amerykański duchowny katolicki, w latach 1990-2013 biskup San Diego w Kalifornii.
Święcenia kapłańskie otrzymał 18 grudnia 1963 i został kapłanem diecezji Winona. 25 marca 1983 papież Jan Paweł II mianował go biskupem Duluth w północnej Minnesocie. Sakry udzielił mu metropolita John Robert Roach. 22 kwietnia 1989 przeniesiony do San Diego, gdzie został koadiutorem ówczesnego ordynariusza Leo Mahera. Sukcesję po przechodzącym na emeryturę poprzedniku przejął 10 lipca 1990. 
Za jego rządów diecezja zmagała się z problemami spowodowanymi oskarżeniami o wykorzystywanie seksualne dzieci przez duchownych. W 2007 roku ogłoszono bankructwo diecezji (miała wypłacić ofiarom 198 mln dolarów). 4 stycznia 2012 bp Brom otrzymał do pomocy biskupa-koadiutora z prawem następstwa po nim w osobie dotychczasowego biskupa pomocniczego Orange Cirilo Floresa. 18 września 2013 papież Franciszek przyjął jego rezygnację z pełnionego urzędu złożoną ze względu na wiek. Rządy w diecezji objął dotychczasowy koadiutor.